# Doosan Match Play Championship
Het Doosan Match Play Championship (Koreaans: 두산 매치플레이 챔피언십) is een jaarlijks golftoernooi voor vrouwen in Zuid-Korea, dat deel uitmaakt van de LPGA of Korea Tour. Het werd opgericht in 2008 en vindt sindsdien telkens plaats op de Ladena Resort in Chuncheon.
Het toernooi wordt gespeeld in matchplay-formule.

## Winnaressen
| Jaar | Winnares       | Score    | Runner-up     |
| ---- | -------------- | -------- | ------------- |
| 2008 | Kim Bo-kyung   | 1up      | Choe Hye-yong |
| 2009 | Ryu So-yeon    | 27-holes | Choe Hye-yong |
| 2010 | Lee Jung-min   | 3&1      | Mun Hyeon-hui |
| 2011 | Soo Yang-jin   | 4&3      | Sim Tue-hyeon |
| 2012 | Kim Char-young | 1up      | Jeong Yeon-ju |
| 2013 | Jang Ha-na     | 2up      | Chun In-gee   |
| 2014 | Seul Yoon-a    | 4&3      | Kim Ha-neul   |

 Lotte Mart Women's Open ·
 Nexen Saint Nine Masters ·
 Edaily Ladies Open ·
 Woori Ladies Championship ·
 Doosan Match Play Championship ·
 E1 Charity Open ·
 Lotte Cantata Women's Open ·
 S-OIL Champions Invitational ·
 Korea Women's Open ·
 Kumho Tire Women's Open ·
 Jeju Samdasoo Masters ·
 Hanwha Finance Classic ·
 KyoChon Honey Ladies Open ·
 Nefs Masterpiece ·
 MBN Women's Open ·
 Charity High1 Resort Open ·
 YTN-Volvik Women's Open ·
 KLPGA Championship ·
 Daewoo Classic ·
 Pak Se-ri Invitational ·
 Hite Championship ·
 LPGA KEB-HanaBank Championship ·
 KB Star Championship ·
 Seoul Ladies Classic ·
 ADT CAPS Championship ·
 Chosun Ilbo Championship ·
 China Women's Open